# Bunny Carr
Pour les articles homonymes, voir Carr.
Bernard « Bunny » Carr (né le 31 juillet 1927 à Clontarf, mort le 19 septembre 2018 à Dublin) est un animateur de télévision irlandaise.

## Biographie
Bernard Carr grandit à Clontarf, Dublin. Son père, James Carr, est un fonctionnaire qui avait servi dans l'armée britannique en Inde. Selon lui, son père détestait son travail et est malheureusement décédé avant de pouvoir prendre sa retraite.
Il fréquenté l'école O'Connell où il apprend en irlandais. Une des religieuses de l'école lui donne son surnom de « Bunny » en raison de la taille de ses oreilles. Carr grandit avec un amour pour le théâtre amateur comme ses parents.
Il devient employé de banque pour Bank of Ireland et est affecté à Ballinasloe, parce qu'il parle irlandais. Une fois de retour à Dublin, il se rend compte qu'il veut changer de voie et auditionne avec succès pour RTÉ juste avant son lancement en 1962. Il racontera ne pas avoir un fort désir de travailler à la télévision mais savait qu'il ne voulait tout simplement pas travailler dans la banque.
Sur RTÉ, il a animé des émissions telles que Quicksilver, de 1965 à 1981,  et Going Strong. En 1964, il remporte un Jacob's Award pour sa série télévisée, Teen Talk. Il conçoit et présente le programme d'interview politique The Politicians. Il commente le Concours Eurovision de la chanson 1965.
En 1973, Carr fonde Carr Communications, une société de formation en relations publiques et en communication, la première du genre en Irlande. L'entreprise devient l'une des plus grandes entreprises de relations publiques et de coaching de cadres du pays : elle forme six des Taoisigh (premiers ministres) irlandais. Carr travaille avec le Catholic Communications Center pour former des prêtres et des religieuses sur la façon de faire des apparitions dans les médias. Carr est impliqué dans l'organisation Gorta au début des années 1980 en tant que soutien public et collecteur de fonds ; des rumeurs circulent selon lesquelles il eût détourné des fonds. Il quitte RTÉ en 1984 pour se concentrer sur son entreprise et prend sa retraite en 2004.
Carr est marié à Joan McInally, qu'il a remarquée alors qu'elle grimpait sur le toit du pavillon pour récupérer une balle au club de tennis de Sutton. Ils ont un fils, Alan et deux filles, Carolyn et Philomena. Joan contracte la poliomyélite pendant sa grossesse avec Philomena, après avoir nettoyé Alan qui était tombé dans une ancienne fosse d'aisance dans l'arrière-jardin. Elle fut confinée à un poumon d'acier pendant les sept mois restants de la grossesse et dut utiliser un fauteuil roulant. Le couple vit à Sutton, Dublin, avant la mort de Joan en 2005, après quoi Bunny vit seul. Il eut 11 petits-enfants.
En 1998, Carr subit une crise cardiaque et un cancer est diagnostiqué par hasard pendant le traitement. Carr reçoit un diagnostic de dégénérescence maculaire liée à l'âge en 2011 et est enregistré comme aveugle. Il décède le 19 septembre 2018, à l'âge de 91 ans, à Howth Hill Nursing Home à Dublin. Sa famille demande que des dons en sa mémoire soient faits à un organisme de bienfaisance soutenant les personnes atteintes du syndrome de Pitt-Hopkins.